# الزيتون (بني سويف)
قرية الزيتون هي إحدى القرى التابعة لمركز ناصر في محافظة بني سويف في جمهورية مصر العربية. حسب إحصاءات سنة 2006، بلغ إجمالي السكان في الزيتون 13429 نسمة، منهم 6929 رجل و6500 امرأة.